# ジェイムズ・カーカップ

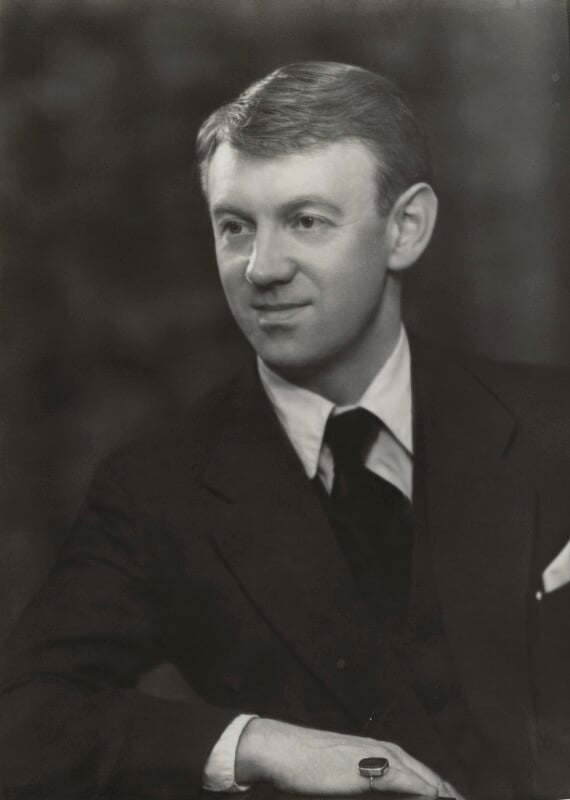
ジェイムズ・カーカップ

ジェイムズ・カーカップ（James Falco20r Kirkup、1918年4月23日 - 2009年5月10日）は、英国の詩人・劇作家。

## 人物・来歴
英国ダーラム州生まれ。ダーラム大学卒。
1959年から1961年東北大学英文学講師。1963年に再来日し、日本女子大学、名古屋大学などで教えた。
1964年東京オリンピック記念日本ペンクラブ文学賞に連作詩「海の日本」で最優秀賞。
日本との関係が深く、その文章は高校、大学の英語教科書に多く採用された。

## 著書
- 『にっぽんの印象 「角立つ島々」の日記』（速川浩, 徳永暢三共訳、南雲堂） 1964
- 『扇をすてた日本』（速川浩, 徳永暢三共訳、南雲堂） 1966
- 『詩人の声 現代英詩の鑑賞的分析』（徳永暢三共著、研究社出版） 1967
- 『病める国、イギリス』（三浦富美子訳、英潮社） 1967
- 『日本随想』（三浦富美子訳、朝日出版社） 1971
- 『日本人と英米人 身ぶり・行動パターンの比較』（中野道雄共著、大修館書店） 1973
- 『障子』（佐藤健治訳、原始林の会） 1973
- 『日本文学英訳の優雅な技術』（中野道雄共著、研究社出版） 1973
- 『真昼』（佐藤健治訳、航程社） 1973
- 『詩の絵本動物誌』（佐藤健治訳、思潮社） 1974
- 『沈みゆく老大国』（三浦富美子訳、英潮社） 1976
- 『カーカップの英文学再見』（徳永暢三編訳、大修館書店） 1980.5
- 『文化さまざま』（石黒昭博共編著、成美堂） 1983.1
- 『ひとりっ子 自叙伝1』（武本明子訳、匠出版） 1986.6
- 『英語ゼミナール』（豊田昌倫, 野村恵造編注、朝日出版社） 1986.4
- 『私と作家たち』（柴田稔彦, 朱雀成子編注、朝日出版社） 1987.4
- 『光と陰と 自叙伝2』（武本明子訳、匠出版） 1987.5
- 『禅瞑想 詩集』（渡辺観寿訳、あざみ書房） 1988.3
- 『グリゼルダ・ある愛のかたち』（佐藤健治編、泰文堂） 1996.4

### 共著・翻訳
- 『日英比較ボディ・ランゲージ事典』（中野道雄共著、大修館書店） 1985.12
- 『記憶の茂み 齋藤史歌集』（玉城周と選歌・英訳、三輪書店） 2002.1
- 『蝶意 和英對譯句集』（中原道夫, 玉城周共訳、邑書林） 2009.10